# Lucien Van Impe
Lucien Van Impe (20 de outubro de 1946, Mere) é um ciclista belga. Foi o vencedor do Tour de France em 1976 .